# Blindia martinii
Blindia martinii là một loài rêu trong họ Seligeriaceae. Loài này được Sainsbury mô tả khoa học đầu tiên năm 1949.